# Требнє (община)
Община Требнє (словен. Občina Trebnje) — одна з общин Словенії. Адміністративним центром є місто Требнє.

## Населення
У 2011 році в общині проживало 14624 осіб, 7465 чоловіків і 7159 жінок. Чисельність економічно активного населення (за місцем проживання), 6479 осіб. Середня щомісячна чиста заробітна плата одного працівника (EUR), 920,60 (в середньому по Словенії 987.39). Приблизно кожен другий житель у громаді має автомобіль (55 автомобілів на 100 жителів). Середній вік жителів склав 40,0 роки (в середньому по Словенії 41.8).